# Песня об Одессе
«Песня об Одессе» («Песня Тони об Одессе») — музыкальный номер из оперетты «Белая акация», написанной в 1955 году композитором Исааком Дунаевским на слова Владимира Масса и Михаила Червинского. Официальный гимн города Одессы.
Песня написана в тональности ре минор в ритме марша 4/4о файле.

## История создания
Над музыкой «Белой акации» Дунаевский работал весной и летом 1955 года. «Песня об Одессе» и «Песня об акации» были написаны первыми как центральные в музыкальной драматургии номера. В опубликованном в 1956 году клавире оперетты это № 2. Песня Тони об Одессе (с хором) — «Когда я пою о широком просторе…», № 4. Ариозо Тони (Песня об акации) — «Над приморской улицей майский день встаёт…» и № 14. Реминисценция (Песня Тони об Одессе).
Черновик песни, находящийся в архиве композитора, свидетельствует о том, что Дунаевский также внёс некоторые правки в стихи драматургов В. Масса и М. Червинского. В частности (курсивным начертанием выделен изменённый текст, полужирным — добавленный) «О ласковом море, о счастье и горе» в 1-м куплете, «О гроздьях душистых акации белой» во 2-м куплете, «Я вижу везде твои ясные зори, Одесса, / Со мною везде твоё небо и море, Одесса» в припеве. В припеве последние две строчки «Как вместе сливаются небо и море / Так вместе слились мы, Одесса, с тобой» композитор заменил на «Ты в сердце моём, ты всюду со мной, / Одесса, мой город родной».

## Обретение культового статуса
Спектакль «Белая акация» стал визитной карточкой Одесского театра музкомедии. По оперетте были сняты два кинофильма: «Белая акация» (1957) и «Только ты» (1972).
С ноября 1959 года (всего три года после одесской премьеры оперетты), фрагмент мелодии песни начал звучать каждые полчаса из курантов на здании Одесского городского совета. Михаил Водяной, исполнитель роли Яшки Буксира в спектакле, гордился этим фактом.
Эта же песня используется как приветствие фирменных междугородных пассажирских поездов на одесском железнодорожном вокзале. В 2015 году из-за попытки изменить репертуар даже произошёл скандал.
«Песня об Одессе» сначала стала неформальным, а с 2011 года и официальным гимном Одессы.

## Переводы
В данный момент известны три перевода «Песни об Одессе» на украинский язык. Это перевод писателя, поэта и переводчика Василия Яковлевича Гринчака (1977), перевод поэтессы, писательницы и переводчицы Галины Сергеевны Вердыш (псевдоним — Галина Верд) (2021) и перевод солистки хора «Жемчужины Одессы» и руководительницы Всемирного клуба юных одесситов Елизаветы Ивановны Скорбы (2023).

### Комментарии
1. ↑  Во время отправления поездов звучит песня «У Чёрного моря».
2. ↑  Без третьего куплета.

## Издания
- Дунаевский И. О. Белая акация [Ноты] : оперетта в 3 действиях : клавир / И. О. Дунаевский; пьеса Вл. Масса, М. Червинского. — Москва : Советский композитор, 1956. — 234 с. — См. № 2. Песня Тони об Одессе (с хором) (с. 25—29). № 14. Реминсценция (Песня Тони об Одессе) [без 3-го куплета] (с. 130—132).
- Масс В. З. Белая акация : музыкальная комедия в 3 д. : [либретто] / Вл. Масс и Мих. Червинский; музыка И. Дунаевского. — М. : ВУОАП, 1955. — 92 л. — Текст на одной стороне л.
- Масс В. З. Белая акация : музыкальная комедия в 3 д. : [либретто] / Вл. Масс и Мих. Червинский; музыка И. Дунаевского. — М. : ВУОАП, 1956. — 92 л. — Текст на одной стороне л.
- Масс В. З. Белая акация : музыкальная комедия в 3 д. : [либретто] / Вл. Масс, Мих. Червинский; музыка И. Дунаевского. — М. : ВУОАП, 1958. — 94 л. — Текст на одной стороне л.
- Дунаевский И. О. Собрание сочинений : в 12 томах. Т. 12. Избранное из оперетт «Сын клоуна» и «Белая акация» [Ноты] : клавиры : арии, песни, хоры, ансамбли. — М. : Советский композитор, 1974. — 183 с. — См. с. 174—176. — Без 3-го куплета.
- Песня об Одессе : «Когда я пою о широком просторе…» = Пісня про Одесу : «Коли я співаю про рідні простори…» / муз. І. Дунаєвський, сл. В. Масс, В.[sic] Червінський, переклад українською мовою В. Грінчак // Пісні про міста-герої = Песни о городах-героях [Ноти] : на украинском и русском языках / Укл. І. Б. Драго. — Київ : Музична Україна, 1977. — С. 80—85.
- Пісня про Одесу [Ноти] / муз. І. Дунаєвський // Музичні вечори [Ноти]. Вип. 3. Грає духовий оркестр. — Партитура. — Київ : Музична Україна, 1980. — С. 23—25. — (Бібліотечка музичної самодіяльності).